# Badeniho volební reforma
Badeniho volební reforma byla změna volebního systému v předlitavské části Rakouska-Uherska, kterou roku 1896 prosadila vláda Kazimíra Badeniho a která zřizovala pátou kurii s všeobecným volebním právem ve volbách do Říšské rady, čímž radikálním způsobem rozšiřovala počet oprávněných voličů. Poprvé byla uplatněna ve volbách roku 1897.

## Dobové souvislosti a předchozí volební reformy
Přímé volby do Říšské rady zavedla roku 1873 tzv. dubnová ústava. Podle ní měla Říšská rada 353 poslanců volených ve čtyřech kuriích (městské, venkovských obcí,  velkostatkářské a obchodních a živnostenských komor). Volební právo omezoval volební cenzus, tedy minimální daňový odvod, poskytující volební právo. Volební reforma z roku 1882, kterou prosadila vláda Eduarda Taaffeho snižovala cenzus v kuriích městské a venkovských obcí a zvýšila počet oprávněných voličů o stovky tisíc osob. Reforma přijatá roku 1882 ovšem ponechávala počet poslanců i rozdělení mandátů pro jednotlivé kurie beze změn. Podle údajů z počátku 90. let 19. století disponovalo volebním právem v Předlitavsku 15 % mužského obyvatelstva.
Na počátku 90. let zesílilo hnutí za další a daleko radikálnější reformu volebního systému. Prosazovali ji zejména sociální demokraté ale také například mladočeši, kteří 17. března 1893 podali jménem Jana Slavíka návrh na dalekosáhlou změnu volebního práva, kterým by bylo zavedeno všeobecné, rovné a přímé volební právo. Slavíkův návrh počítal s úplným zrušením kurií. Poslanecká sněmovna Říšské rady měla mít 400 poslanců. Volební právo měl obdržet každý muž od věku 24 let. Právo být volen pak každý muž nad 30 let. Návrh ovšem nebyl Říšskou radou přijat. Téma všeobecného hlasovacího práva ale nemizelo. Na jaře roku 1893 po dělnických manifestacích zavedla všeobecné (nikoliv zatím rovné) právo Belgie, která působila jako inspirace i v dalších evropských zemích. Na jaře a v létě roku 1893 se velké dělnické demonstrace odehrávaly v Předlitavsku. Rakouská sociální demokracie přijala usnesení, že pokud se otázka volební reformy nedostane na pořad podzimního zasedání parlamentu ve Vídni, bude navrhována generální stávka.
V Předlitavsku tehdy již více než deset let byla u moci Vláda Eduarda Taaffeho, která nečekaně ústy ministerského předsedy v říjnu 1893 při zahájení schůze Říšské rady skutečně navrhla významnou reformu volebního řádu. Reforma zvyšovala počet oprávněných voličů z 15 na 34 % mužské populace a v kuriích městské a venkovských obcí zaváděl téměř všeobecné hlasovací právo. 247 z celkových 353 poslanců mělo být voleno tímto novým systémem. Ačkoliv Taaffeho projekt nešel tak daleko jako sociálně demokratické nebo mladočeské požadavky, vyvolal ve sněmovně překvapení a rozruch, protože Taaffeho kabinet se dlouhodobě definoval spíše jako aliance konzervativních a federalistických sil, nikoliv jako pokrokářská vláda. Návrh se nesetkal se souhlasem ani v koalici. Ještě téhož dne se v kuloárech parlamentu sešli předák provládní konzervativní Strany práva Karl Sigmund von Hohenwart a vůdce německorakouských staroliberálů Ernst von Plener. Proti se vyslovil i koaliční Polský klub. Navrhované oslabení středních vrstev a udělení volebního práva nižším vrstvám a dělnictvu se setkalo s odporem. Výsledkem této kontroverze byl následný pád Taaffeho vlády. Volební reforma byla o několik let odsunuta.

## Badeniho volební reforma roku 1896
Roku 1895 se moci v Předlitavsku ujala vláda Kazimíra Badeniho. Zamýšlela se stát dlouhodobějším vládním uspořádáním. Postupně na svou stranu získávala i dosud opoziční mladočechy. 15. února 1896 Kazimír Felix Badeni v Poslanecké sněmovně Říšské rady předložil návrh volební reformy. Na rozdíl od Taaffeho návrhu z roku 1893 se nijak neměnil volební cenzus v stávajících kuriích, ale ke čtyřem dosavadním kuriím přibyla pátá, nazvaná všeobecná s 72 mandáty, ve které se volilo na základně všeobecného a rovného volebního práva pro muže. Počet poslanců se tím měl zvýšit na 425. Návrh zpočátku vyvolal pnutí v mladočeské straně, která zpočátku trvala na Slavíkově radikálnějším návrhu z roku 1893, ale pragmatické křídlo strany (například Karel Kramář, Josef Kaizl nebo Gustav Eim) postupně převážilo. Reforma byla v Poslanecké sněmovně projednávána v dubnu a květnu 1896. 7. května 1896 proběhlo závěrečné hlasování a reforma prošla poměrem 234 : 19 hlasů, přičemž 21 mladočechů ji podpořilo, 15 bylo proti. Ještě během května vyslovila souhlas i horní komora (Panská sněmovna) a 14. června 1896 ji potvrdil císař František Josef I.
Volební právo ve všeobecné kurii získali díky Badeniho reformě muži nad 24 let věku. Počet oprávněných voličů v Předlitavsku se díky reformě zvýšil z 1 732 257 osob na 5 333 431 osob. Zvláštní zákon z 5. prosince 1896 pak ještě provedl změnu v stávajících kuriích městské a venkovských obcí, kde byl volební cenzus snížen z 5 zlatých na 4 zlaté (tedy 8 rakousko-uherských korun).
V prvních volbách konaných podle nové úpravy (volby do Říšské rady roku 1897) se díky volební reformě do parlamentu poprvé dostali zástupci sociálních demokratů a celkově se rozšířilo (až roztříštilo) stranické spektrum. Nový volební systém s pěti kuriemi trval až do roku 1907, kdy došlo k prosazení všeobecného a rovného volebního práva v Předlitavsku.